# Littorina arcana
Littorina arcana är en snäckart som beskrevs av Ellis 1978. Littorina arcana ingår i släktet Littorina och familjen strandsnäckor. Inga underarter finns listade i Catalogue of Life.